# Coca-Cola Zero

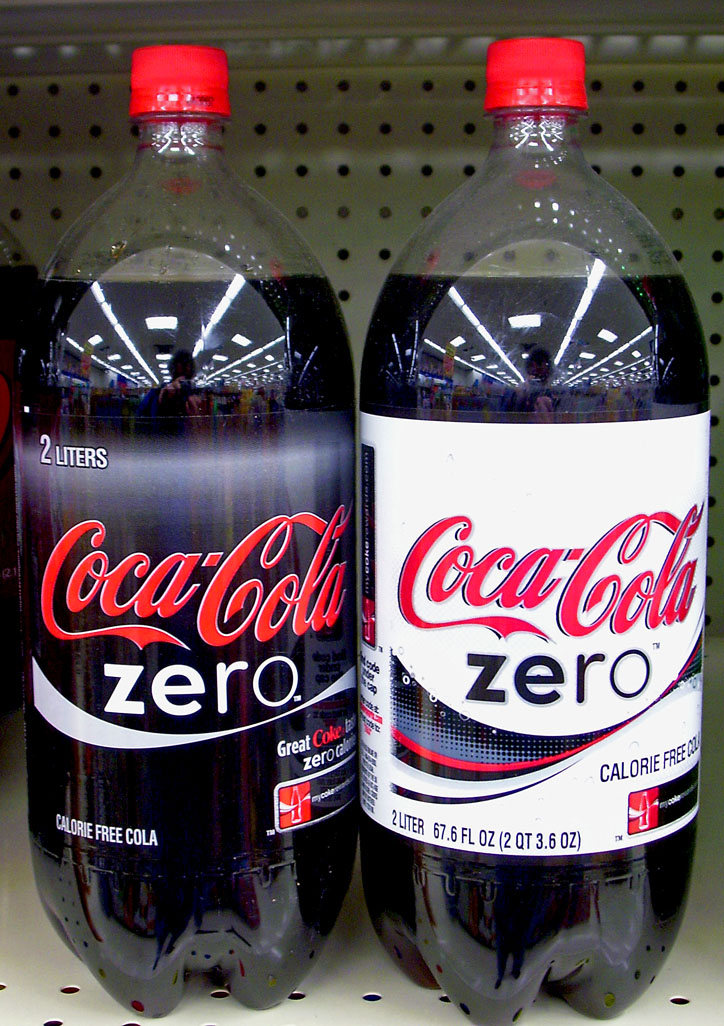
Botellas de Coca-Cola Zero de color negro y blanco.

Coca-Cola Zero (Coca-Cola Zero Azúcar en España) es una bebida producida por The Coca-Cola Company, que es una versión de Coca-Cola sin azúcar. Su eslogan es "Zero calorías", sin embargo, en otros países también se conoce como "Zero azúcar" o "Zero sugar".

## Historia
Coca-Cola Zero Azúcar fue el mayor lanzamiento de producto de Coca-Cola en 22 años. El nuevo producto se ideó en la sucursal española, convirtiendo a Marcos de Quinto en una de las personas clave de la compañía. La campaña global fue desarrollada por la agencia creativa Crispin Porter + Bogusky. Se comercializó con un sabor indistinguible del de la Coca-Cola estándar, a diferencia de la Coca-Cola Light, que tiene un perfil de sabor diferente..

### Reformulación de 2017

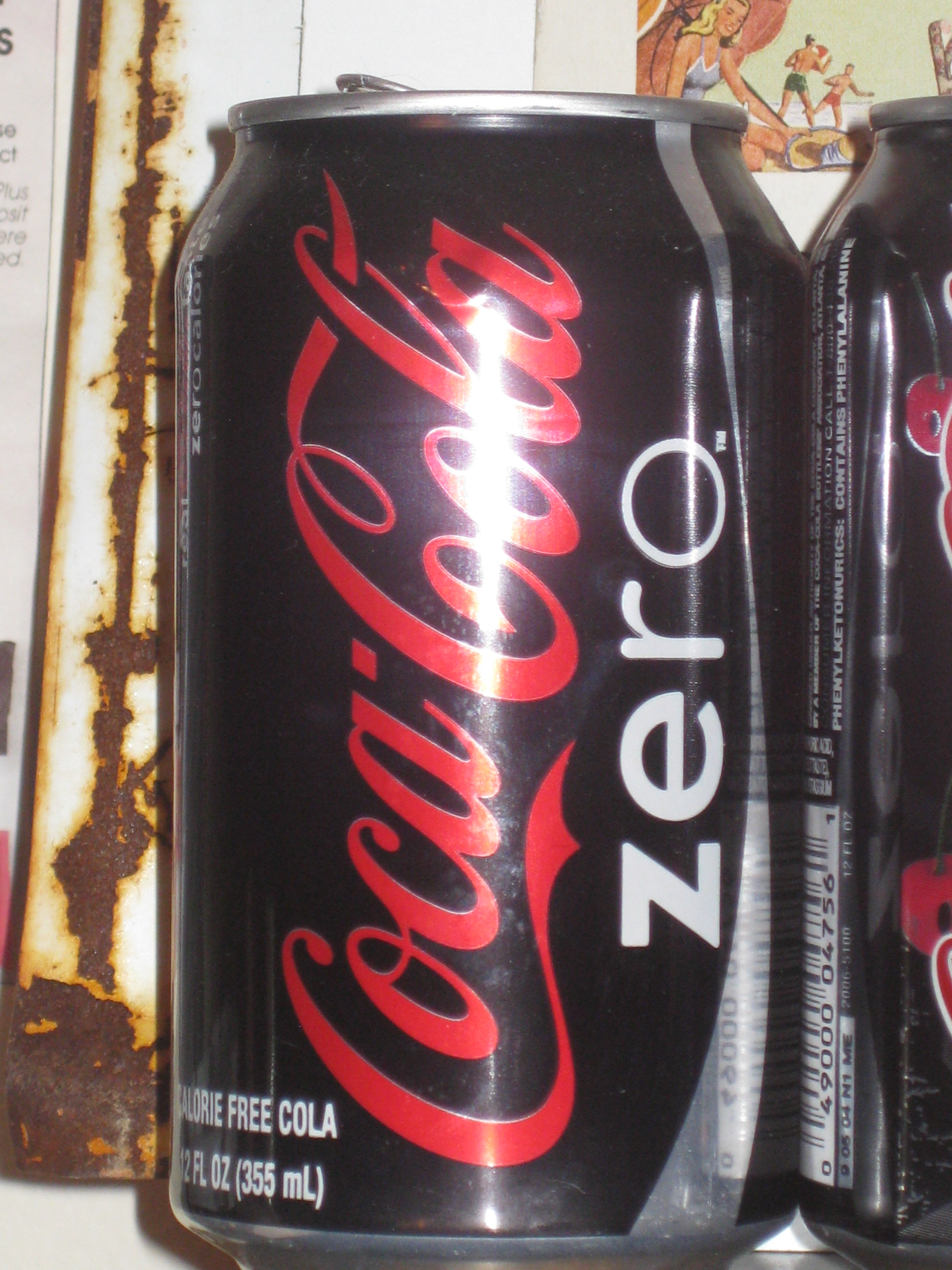
Lata con la antigua marca "Coca-Cola Zero"

En 2017, a pesar del aumento de ventas en Estados Unidos, Coca-Cola Company anunció que la Coca-Cola Zero sería reformulada y renombrada como Coca-Cola Zero Azúcar, con el objetivo de que su sabor se asemejara más a la Coca-Cola estándar, enfatizando la ausencia de azúcar. La nueva fórmula se probó por primera vez en el Reino Unido en junio de 2016, con planes de lanzarla a otros países en los meses siguientes.
El anuncio provocó una fuerte reacción negativa por parte de los consumidores. The Washington Post señaló que la Coca-Cola Zero es muy popular y que sus seguidores compararon el cambio planeado con el lanzamiento de la Nueva Coca-Cola en 1985. Sin embargo, Duane Stanford, editor ejecutivo de Beverage Digest, señaló que su sabor era muy similar y que la fórmula probablemente solo se modificó ligeramente, ya que la lista de ingredientes es la misma. Señaló que el cambio de marca fue el principal objetivo.
En Australia, el refresco se relanzó como "Coca-Cola Sin Azúcar" en 2017, pero tuvo dificultades para conseguir una aceptación inicial.
En julio de 2018, se confirmó que la fórmula original seguiría vendiéndose bajo la marca original de Coca-Cola Zero en Nueva Zelanda, junto con la marca Coca-Cola Zero Azúcar. La marca original de Coca-Cola Zero se eliminó gradualmente en 2022, junto con el lanzamiento local de la reformulación de 2021.

### Reformulación de 2021
En julio de 2021, Coca-Cola Company anunció que lanzaría otra reformulación de Coca-Cola Zero Azúcar en Estados Unidos en agosto y luego en Canadá en septiembre. La reformulación sería la misma receta que ya estaba disponible en Europa y Latinoamérica. La compañía afirmó que la receta optimizaría los sabores e ingredientes existentes sin requerir cambios en los ingredientes ni en la información nutricional. Junto con la reformulación, se actualizó el etiquetado.

## Logo
El logotipo original de Coca-Cola Zero solía presentar el logotipo de Coca-Cola en letra roja con ribete blanco, con la palabra "zero" debajo en minúsculas, en la tipografía geométrica Avenir (o una versión personalizada). Estas palabras aparecían sobre un fondo negro. Algunos detalles variaban según el país. Los empaques posteriores intercambiaron los colores de la letra "Coca-Cola" y "Zero", dejando la primera en blanco y la segunda en rojo.
Estas palabras aparecían en un disco rojo sobre fondo negro. En los mercados europeos, el envase, en cambio, sigue el clásico diseño rojo de Coca-Cola, con una banda negra alrededor de la parte superior de la etiqueta con el texto "cero azúcar". Tras la reformulación de 2021, se eliminó el disco rojo y el logotipo se cambió a texto negro sobre fondo rojo, cuyo color cambió para ciertos sabores.

## Ingredientes
La Coca-Cola Zero es endulzada con los edulcorantes aspartamo y acesulfamo potásico:
- Aspartamo (APM): El aspartamo es una combinación de dos aminoácidos: fenilalanina y ácido aspártico. Es un edulcorante peptídico artificial utilizado en la industria de la alimentación como endulzante. El aspartamo está aprobado en más de 150 países de todo el mundo. Un reciente análisis[23] exhaustivo por parte de la Autoridad Europea de Seguridad Alimentaria (European Food Safety Authority, EFSA) determinó a finales del 2008 la seguridad del aspartamo.

- Acesulfamo Potásico (Ace-K):[24] Se usa en alimentos, bebidas y productos de higiene bucal y farmacéuticos alrededor de 90 países. Es un compuesto químico relativamente sencillo, descubierto casi por azar en 1967. Es aproximadamente 200 veces más dulce que el azúcar, con una gran estabilidad ante los tratamientos tecnológicos y durante el almacenamiento.

## Controversia y reformulación en Latinoamérica
La polémica surgió principalmente en países de Centroamérica, Sudamérica y parte de Norteamérica (México), por rumores que circulaban en Internet y que vinculaban, mediante estudios, a Coca-Cola Zero con el edulcorante ciclamato de sodio, prohibido por la FDA en 1969.
Sin embargo, según los análisis de la Organización Mundial de la Salud se trata de un edulcorante sin perjuicios para la salud y lo catalogó en su 'grupo 3' de sustancias no cancerígenas. Además, señala que la ingesta diaria admisible es de 11 miligramos por kilo de peso corporal, mientras que el producto contiene de 18 a 22 mg por cada 100 ml. Es decir, que una persona media de 70 kilos debería ingerir más de 3,85 litros de esta bebida cada día de su vida para que «represente algún riesgo apreciable para la salud».
La posición oficial de la empresa es que el producto utiliza estos endulzantes permitidos en busca de mejorar el sabor sin afectar la salud de sus consumidores.

### Prohibición

#### Venezuela
En 2009, un estudio realizado por el Instituto Nacional de Higiene "Rafael Rangel" de Venezuela, perteneciente al Ministerio del Poder Popular para la Salud determinó que el producto contiene ciclamato de sodio, componente químico que en altas concentraciones puede ser perjudicial para el consumo humano. En este sentido, anunció la prohibición de la venta del producto, así como la recolección y destrucción de todas las presentaciones de Coca Cola Zero que se encuentran en los establecimientos comerciales.
Se señaló que este nuevo componente de Coca Cola Zero, no estaba contenido en la solicitud emanada en 2007 por la empresa y aprobada por el ministerio. Posteriormente en un muestreo aleatorio realizado por el Instituto Nacional de Higiene Rafael Rangel, se determinó la presencia de ciclamato de sodio, por lo que se introduce el proceso legal por incumplimiento del Registro Sanitario.
Para junio de 2016 la bebida volvería a ser vendida en Venezuela bajo el nombre "Coca-Cola Sin Calorías", esto en el marco de los lanzamientos llevados a cabo como parte de la nueva estrategia de marca única a nivel global, aunque esto también coincidía con la falta de azúcar que tenía la empresa en dicho país. La diferencia estaría presente en que el ciclamato sería sustituido por aspartamo y acesulfamo-k, hecho que ya se había realizado en otros países de Latinoamérica.

#### Otros países
Coca-Cola Zero distribuida en España contiene el edulcorante E-952, pero en algunos países latinoamericanos fue retirado debido a las sospechas que pesan sobre el ciclamato. En México se retiró en 2009 gracias a una campaña de los consumidores, pero volvió a relanzarse años más tarde, sin embargo en 2017 salió del mercado siendo reemplazada por "Coca-Cola Sin Azúcar". En otros casos (como en Chile y Argentina), se sustituyó el uso de ciclamato por aspartamo y acesulfamo.

## Marketing
El fundamento principal de Coca-Cola con la versión Zero es aproximar todo lo posible el sabor sin azúcar al de la Coca-Cola original, fruto de la crítica por el sabor característico de la versión Light.
Coca-Cola Zero ha sido el mayor lanzamiento de The Coca-Cola Company en los últimos 22 años. Fue lanzada en España el miércoles 21 de junio de 2006. Sus comerciales han sido diseñados para un público masculino joven y han sido promocionados bajo las premisas de “Zero calorías” o “Zero azúcar”.
Personalidades como Cheryl Cole y Sarah Harding han realizado comerciales para la marca. Durante el 2008, fue el principal patrocinador de NASCAR Sprint Cup Series y Daytona International Speedway. En 2009, Coca-Cola Zero colaboró con Twentieth Century Fox para poner en marcha una campaña de mercadotecnia en todo el mundo para promover la película Avatar. Se realizó en Internet en el sitio web AVTR.com, y botellas y latas de Coca-Cola Zero marcadas especialmente eran expuestas por una webcam la cual permitía a los usuarios a interactuar con los elementos en 3D a modo de realidad aumentada.
En México, Coca-Cola Zero ha buscado generar una experiencia divertida, como la campaña de "Típicos" que ha contado con la participación de personalidades como Adal Ramones en el momento de su lanzamiento, y posteriormente con Belinda y Carlos Vela, o más recientemente el futbolista "Chicharito" en la campaña ¿Por qué no? Coca-Cola Zero.

## Variantes
Este refresco tiene diversas variantes a mayores del sabor tradicional, algunas existían anteriormente sin ser "zero".
- Cherry, con sabor a cereza. Anteriormente conocida como cherry-coke que no tuvo éxito.
- Vanilla, con sabor a vainilla.
- Lemon, con sabor limón.
- Raspberry, con sabor frambuesa.
- Coffee, con sabor café.

-Variantes limitadas de cada país con sabores nuevos bajo el nombre Coca-Cola Creations como son: Marshmello, Rosalía, Dream World, Byte, 3000, Starlight, Move, Soul Blast, Ultimate.
-Variantes de restaurantes de comida rápida como Five guys que mezclan varios de estos sabores incluyendo lima y naranja.
-Dispone también la versión zero Zero, que suprime azúcar y cafeína de la receta.
Algunas de estas bebidas solo se comercializan mediante importación dado que se fabrican en exclusiva en pocos países.

## Distribución
Alemania, Argentina (reemplazado por "Coca-Cola Sin Azúcar" desde 2018, etiquetado como "Coca-Cola Sin Azúcares"), Australia, Austria, Bélgica, Bolivia, Brasil, Bulgaria, Canadá, Chile (remplazado por "Coca-Cola Sin Azúcar" desde 2018), China, Chipre, Colombia, Costa Rica, Corea del Sur, Croacia, Dinamarca, Ecuador, Egipto, El Salvador, Honduras, Eslovenia (distribución cancelada), España, Finlandia, Francia, Grecia, Guatemala, Islandia, Irlanda, Italia, Israel, Japón, México (remplazado por Coca Cola Sin Azúcar desde 2017), Marruecos, Noruega, Nueva Zelanda, Países Bajos, Panamá, Paraguay, Perú, Portugal, Reino Unido, Rumania, República Dominicana, Serbia, Suiza, Suecia, Tailandia, Taiwán, Turquía, Uruguay (remplazado por Coca Cola Sin Azúcar desde 2018), Venezuela (cancelada en 2009, relanzada en 2016) y Nicaragua